# Triteleiopsis
Triteleiopsis is een geslacht uit de aspergefamilie. De soort komt voor in Sonora, Baja California en Arizona. Het geslacht telt slechts een soort: Triteleiopsis palmeri.